# Heuchera acutifolia
Heuchera acutifolia är en stenbräckeväxtart som beskrevs av Joseph Nelson Rose. Heuchera acutifolia ingår i släktet alunrötter, och familjen stenbräckeväxter. Inga underarter finns listade i Catalogue of Life.